# Nerón (película de 1922)
Nerón es una película de drama histórico mudo estadounidense-italiana de 1922 dirigida por J. Gordon Edwards y protagonizada por Jacques Grétillat, Sandro Salvini y Guido Trento. La película retrata la vida del emperador romano Nerón.

## Trama
Como se describe en una revista de cine, Popea (Duval) conspira con Tulio (Trento), el soldado favorito del emperador, para que la lleven, aparentemente en contra de sus deseos, a la corte de Nerón, donde está segura de poder convertirlo en su esclavo. A cambio de su participación en el complot, Tulio exige ser nombrado gobernador de Chipre. El marido de Poppea protesta en vano y, negándose a seguir la sugerencia de Nerón de que se mate a sí mismo, se une a las legiones fuera de Roma. El joven soldado Horacio (Salvini) mientras escolta a la princesa Marcia (Mersereau), rehén de Nerón, a su destino, se enamora de ella. Va a España y, cuando vuelve victorioso, Nerón (Grétillat) le ofrece todo lo que pide a cambio de su valor. Horacio pregunta por la bella princesa bárbara y Nerón le da su palabra. Mientras tanto, Tulio, ignorado por Popea, planea usurpar su lugar llevando a Marcia ante Nerón. Horacio descubre que Marcia ha abrazado la nueva religión del cristianismo y no considerará casarse con él a menos que se convierta. Cuando él intenta imponerle su amor, ella grita pidiendo ayuda y el Vesubio entra en erupción y el soldado ardiente cae debajo de un pilar. Nerón, al ver a Marcia, desea retirar su palabra, pero surge una tormenta y Haracius lleva a Marcia a un lugar seguro. Irritado y presa del hastío, Nerón escucha a Tulio y le permite prender fuego a Roma para inspirar a la musa de Nerón. Cuando la gente descubre lo que ha sucedido, grita contra Nerón. Popea sugiere que se le diga a la gente que los cristianos prendieron el fuego y que la gente voluble cree la mentira, salvando a Nerón de su justa ira. Empiezan ahora las persecuciones de los cristianos, y Marcia y su esclava se encuentran entre los destinados a alimentar a los leones. Entonces el enorme sirviente le rompe la mandíbula al león. Mientras tanto, las legiones se han rebelado contra su opresor y llegan durante la exhibición a la arena. Nerón huye pero, cuando no puede escapar, se suicida. Popea, brutalmente pateada por Nerón, muere en los brazos de su marido traicionado. El padre de Horacio, Galba (Carotenuto), es proclamado emperador, y Horacio abraza el cristianismo para un final feliz.

## Reparto
- Jacques Grétillat como Nerón
- Sandro Salvini como Horacio
- Guido Trento como Tulio
- Enzo De Felice como Otón
- Nerio Bernardi como El apóstol
- Adolfo Trouché como Hercules
- Nello Carotenuto como Galba
- Americo De Giorgio como Tiberio Sempronio Graco
- Alfredo Galoar como Garth
- Ernando Cecilia como General romano
- Enrico Kant como Capitán romano
- Paulette Duval como Popea Sabina
- Edy Darclea como Acte
- Violet Mersereau como Marcia
- Lina Talba como Julia
- Lydia Yaguinto como primera doncella
- Maria Marchiali como segunda doncella

## Producción

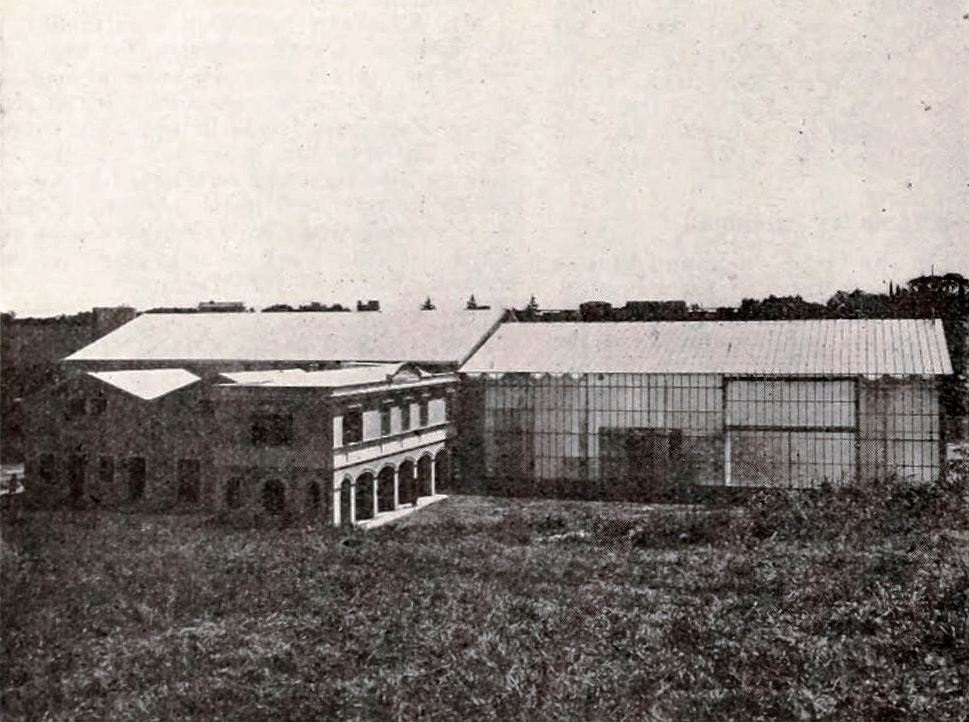
Fox Film Studio en Roma donde se realizó la película

La película fue realizada en una subsidiaria italiana de Fox Film Corporation como parte de un ambicioso plan para hacer películas importantes en Europa (con Gran Bretaña y Francia planeados como destinos, además de Italia). La película se rodó en lugares de Roma, incluido el Coliseo.  A pesar de que los costes de producción eran más baratos en Italia que en Hollywood, el presupuesto de la película siguió creciendo. Algunas diferencias en las demandas laborales (los extras italianos insistían en los descansos por las tardes) también causaron algunas dificultades para la producción. La película finalmente obtuvo un presupuesto de $358 000. Aunque la película también recaudó $522 000, lo que resultó una pérdida de casi $60 000 debido a la publicidad y los costos de la distribución. La película puso en fin el plan europeo de Fox después de una sola producción, con una película anunciada llamada Mary, Queen of Scots, que nunca se llegó a hacer.

## Recepción
La película recibió críticas muy positivas por parte de la crítica. Variety dijo "Hay muchos que dirán después de ver Nerón que Edwards es el único director con un reclamo legítimo como rival de D.W. Griffith".

## Estado de preservación
Nerón es considerada una película perdida.